# اهل السنه و الجماعه
اهل السنه و الجماعه یک گروه شبه نظامی مستقر در سومالی است که از صوفیان میانه روی مخالف گروه‌های اسلام‌گرای رادیکالی مانند الشباب تشکیل شده. این گروه برای جلوگیری از تحمیل شریعت و وهابیت سفت و سخت، و محافظت از سنت‌های بومی سنی-صوفی و دیدگاه‌های مذهبی عموماً میانه رو مبارزه می‌کند.